# 特勒縣 (科羅拉多州)
特勒县（英語：Teller County）是美国科羅拉多州中部的一個縣，面積1,448平方公里。根據2020年美國人口普查，共有人口24,710人。縣治克里普爾溪（Cripple Creek）。該縣成立於1899年3月23日，縣名紀念聯邦參議員亨利·M·泰勒（Henry M. Teller）。